# Вартанян, Кнарик Григорьевна
Кнарик Григорьевна Вартанян (Варданян; арм. Քնարիկ Վարդանյան; 24 ноября [7 декабря] 1914, Паник, Кавказское наместничество — 25 декабря 1996, Ереван) — армянский советский живописец и художник театра. Заслуженный художник Армянской ССР (1967). Сестра художницы Офелии Вартанян.

## Биография
Кнарик Вартанян родилась 24 ноября 1911 года в армянском селе Паник. В 1933 году окончила Ленинаканский строительный техникум (ныне Гюмрийский государственный технический колледж). В 1933—1934 годах работала в архитектурной мастерской А. О. Таманяна техником-архитектором. С 1938 по 1941 год училась в Ереванском художественном училище. С 1946 по 1950 год училась в Ереванском художественном институте у А. А. Аветисяна и М. С. Сарьяна. Дипломной работой Кнарик Вартанян была картина «Сурен Спандарян по дороге в ссылку» (руководитель Э. А. Исабекян). В 1950—1952 годах учился на живописном отделении Дома армянской культуры в Москве (мастерская Б. В. Иогансона).
В 1942—1944 годах работала главным художником в Ереванском кукольном театре, оформила ряд спектаклей. С 1943 года принимала участие в художественных выставках. В 1950 году вступила в КПСС. В 1950 году вышла замуж за оперного певца Д. М. Погосяна.
Ранние живописные работы посвящены будням рабочего человека. Позднее стала менять цветовую палитру, линии и формы. Многие работы 1960—1970-х годов посвящены природе.
Выставки произведений Кнарик Вартанян проходили в Ереване в 1964, 1965, 1968, 1978, 1981 годах, в Ленинакане в 1981 году, в Кировакане в 1981 году, в Ехегнадзоре в 1982 году и в Тбилиси в 1982 году. Работы Кнарик Вартанян находятся в собрании Национальной картинной галереи Армении и других музеев.
Портреты Кнарик Вартанян выполнили скульптор С. Л. Степанян (гипс, 1939, Национальная картинная галерея Армении) и живописец А. Т. Галенц (масло, 1957).

## Работы
Живописные произведения
- «Посадка табака» (1950)[3]
- «Цветы на окне» (1955)[3]
- «Зелёные перцы» (1956)[3]
- «Осень в селе Аштарак» (1957)[3]
- «Трактористка» (1960)[3]
- «Портрет доярки Задян» (1961)[3]
- «Кировакан» (1962)[3]
- «В ущелье Лори» (1962, Национальная картинная галерея Армении)[3]
- «Рыбацкий порт в Калининграде» (1963)[3]
- «В моей мастерской» (1963)[6]
- «Рыбацкий натюрморт» (1964)[3]
- «Бурильщики» (1964)[6]
- «Велосипедисты» (1965)[3]

Оформление спектаклей
- «Дон-Кихот» (по роману М. Сервантеса, Ереванский кукольный театр, 1942—1945)[3]
- «Малыш и Ципон» (по пьесе А. Араксмана, Ереванский кукольный театр, 1942—1945)[3]
- «Азаран Блбул» (по сказке Г. Агаяна, Ереванский кукольный театр, 1942—1945)[3]
- «Зайка-Зазнайка» (по пьесе С. В. Михалкова, Ереванский кукольный театр, 1955)[3]
- «В грядущее» (по произведению Е. Чаренца, Армянский драматический театр, 1960)[3]

В 1964 году в жанре станковой графики выполнила серию листов, посвящённых Кубе.